# Kaan Aşnaz
Kaan Aşnaz (* 28. Juni 1995 in Manisa) ist ein türkischer Fußballspieler.

## Karriere
Aşnaz verbrachte seine Jugend bei Manisaspor, 2013 bestritt er für die A-Jugend 24 Spiele und erzielte vier Tore. Zur Saison 2014/15 wurde er in den Profikader übernommen, wird momentan aber noch vorrangig in der zweiten Mannschaft eingesetzt.
Für die Rückrunde der Saison 2016/17 wurde er an den Viertligisten und Stadtrivalen Manisa Büyükşehir Belediyespor ausgeliehen.